# Дудка (Мазовецьке воєводство)
Дудка (пол. Dudka) — село в Польщі, у гміні Борове Ґарволінського повіту Мазовецького воєводства.
Населення — 221 особа (2011).
У 1975-1998 роках село належало до Седлецького воєводства.

## Демографія
Демографічна структура станом на 31 березня 2011 року:
|          | Загалом | Допрацездатний вік | Працездатний вік | Постпрацездатний вік |
| -------- | ------- | ------------------ | ---------------- | -------------------- |
| Чоловіки | 112     | 38                 | 68               | 6                    |
| Жінки    | 109     | 30                 | 62               | 17                   |
| Разом    | 221     | 68                 | 130              | 23                   |